# Distretto di Watari
Il distretto di Watari (亘理郡, Watari-gun?) è uno dei distretti della prefettura di Miyagi, in Giappone.
Attualmente fanno parte del distretto i comuni di Watari e Yamamoto.